# CHMP2A
CHMP2A (англ. Charged multivesicular body protein 2A) – білок, який кодується однойменним геном, розташованим у людей на короткому плечі 19-ї хромосоми. Довжина поліпептидного ланцюга білка становить 222 амінокислот, а молекулярна маса — 25 104.
| 10         |  | 20         |  | 30         |  | 40         |  | 50         |
| ---------- |  | ---------- |  | ---------- |  | ---------- |  | ---------- |
| MDLLFGRRKT |  | PEELLRQNQR |  | ALNRAMRELD |  | RERQKLETQE |  | KKIIADIKKM |
| AKQGQMDAVR |  | IMAKDLVRTR |  | RYVRKFVLMR |  | ANIQAVSLKI |  | QTLKSNNSMA |
| QAMKGVTKAM |  | GTMNRQLKLP |  | QIQKIMMEFE |  | RQAEIMDMKE |  | EMMNDAIDDA |
| MGDEEDEEES |  | DAVVSQVLDE |  | LGLSLTDELS |  | NLPSTGGSLS |  | VAAGGKKAEA |
| AASALADADA |  | DLEERLKNLR |  | RD         |  |            |  |            |

A: Аланін

D: Аспарагінова кислота

E: Глутамінова кислота

F: Фенілаланін

G: Гліцин

I: Ізолейцин

K: Лізин

L: Лейцин

M: Метіонін

N: Аспарагін

P: Пролін

Q: Глутамін

R: Аргінін

S: Серин

T: Треонін

V: Валін

Кодований геном білок за функцією належить до фосфопротеїнів. 
Задіяний у таких біологічних процесах, як транспорт, транспорт білків, ацетилювання. 
Локалізований у мембрані, ендосомах.